# Hombourg-Haut
Hombourg-Haut é uma comuna francesa na região administrativa do Grande Leste, no departamento de Mosela. Estende-se por uma área de 12.25 km², e possui 6.272 habitantes, segundo o censo de 2018, com uma densidade de 510 hab/km².